# Clara Moneke
Clara Onyinyechukwu Mariano Moneke (São Paulo, 16 de dezembro de 1998) é uma atriz e modelo brasileira. Conhecida por seus trabalhos na televisão e no cinema, ganhou notoriedade recentemente ao interpretar Kate na novela Vai na Fé (2023). Moneke é ganhadora de vários prêmios, além de ter sido contemplada com indicações para um Prêmio APCA, um Melhores do Ano e um Prêmio Potências.
Moneke iniciou sua vida artística ainda na infância estuando teatro e outros cursos relacionados ao ofício artístico. Ela chegou a interromper sua carreira para estudar Hotelaria pela Universidade Federal Rural do Rio de Janeiro, mas, ao ser vista por Marcelo D2, foi convidada para testes de elenco, retomando sua carreira. Sua estreia na televisão foi na série Arcanjo Renegado (2022), na TV Globo. No entanto, sua descoberta ocorrera ao interpretar a jovem suburbana Kate no fenômeno Vai na Fé (2023), que lhe trouxe reconhecimento artístico.
Ainda esteve em destaque nas séries Amar É Para os Fortes (2023) e Encantado's (2024), além de interpretar Caridade na telenovela No Rancho Fundo (2024). Sua estreia no cinema ocorreu na cinebiografia Nosso Sonho (2023), e também teve notoriedade no drama Eu Sou Maria (2023) e com sua primeira protagonista no filme de comédia natalina Ritmo de Natal (2023).

## Início da vida

### Família e formação
Nascida no bairro de Santa Cecília, em São Paulo, em 16 de dezembro de 1998, Clara Moneke é filha da brasileira Marilene Pereira Mariano e do nigeriano de etnia ibo, Chiedu Ajelenje Moneke. Aos quatro anos de idade, mudou-se com sua família para o bairro de Campo Grande, Zona Oeste do Rio de Janeiro. Desde sua infância, interessou-se pela atuação. Começou a estudar teatro quando ainda tinha sete anos de idade. Sempre ligada ao mundo da arte, chegou a fazer curso de e figurinista e palhaçaria. Devido às incertezas do mundo artístico, em 2017 Clara resolveu entrar na faculdade de Hotelaria na Universidade Federal Rural do Rio de Janeiro, em Seropédica, depois de dez anos de dedicação ao ofício artístico.
Em 2020, sua mãe, Marilene, morreu em decorrência de um acidente vascular cerebral. Após começar a estudar Hotelaria, ela se afastou do meio artístico e cogitou abandonar a carreira de atriz. No entanto, sua graduação exigia um estágio, e durante esse período de trabalho, ela conheceu o músico Marcelo D2, que a convidou para um teste de elenco de uma série que estava produzindo. Embora sua agente insistisse muito para que ela participasse, ela inicialmente relutou, argumentando que já estava empregada. No entanto, decidiu fazer o teste, foi aprovada e escalada para a série, optando por deixar o emprego com carteira assinada para seguir o projeto. Em seguida, passou a receber novos convites e retomou sua carreira de atriz.

## Carreira

### 2022—presente: Primeiros trabalhos e projeção nacional

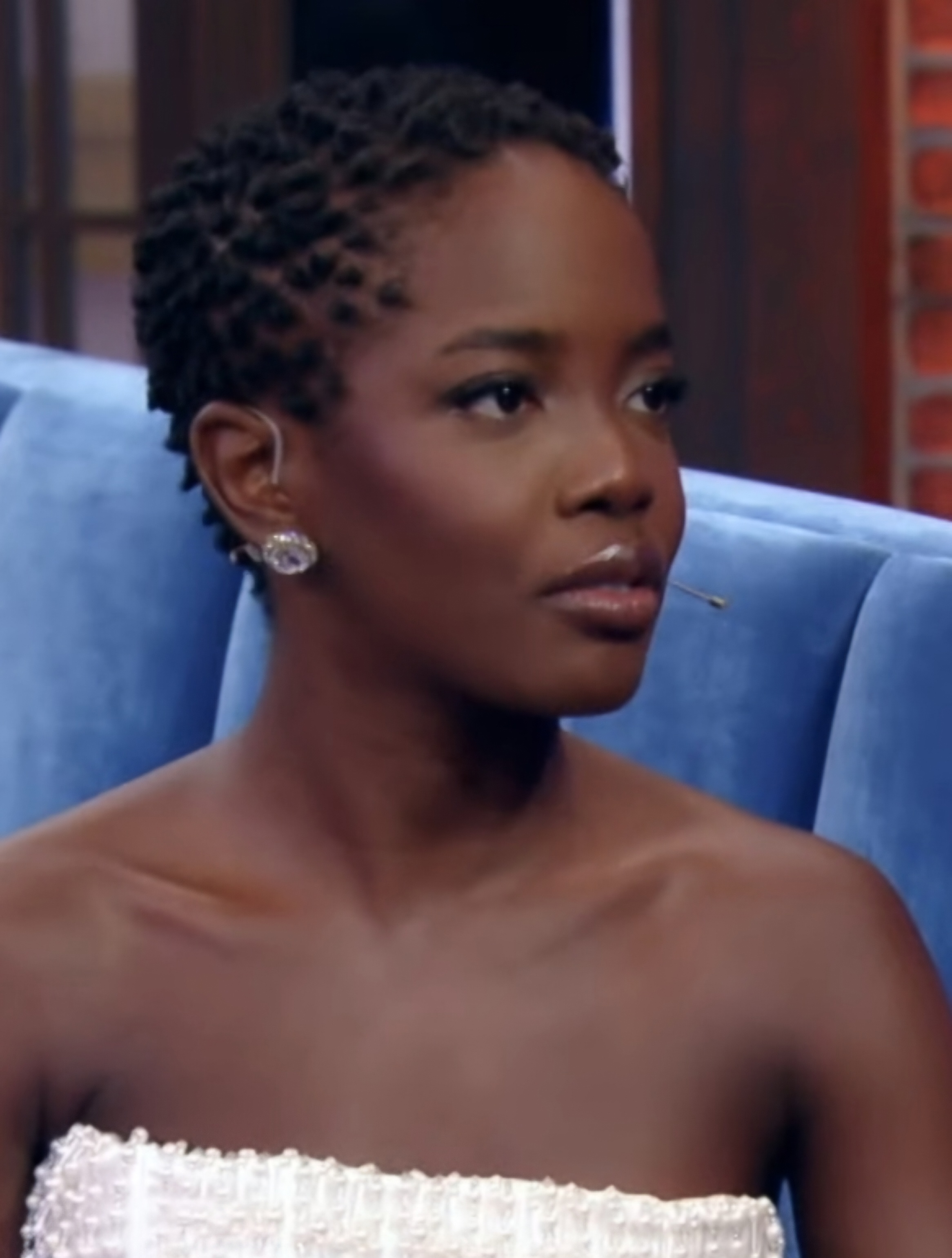
Moneke em entrevista no Lady Night, em 2024

Enquanto ainda fazia seu estágio em Hotelaria, foi convidada a fazer um teste de elenco para a série Amar É Para os Fortes, criada por Marcelo D2 em parceria com Antonia Pellegrino. Apesar da estreia no Prime Video ter ocorrido em julho de 2023, as filmagens aconteceram em 2022. Seu primeiro trabalho de fato no audiovisual foi uma participação especial na segunda temporada de Arcanjo Renegado, série do Globoplay, no papel de Aissa Mwale, onde atuou em inglês, uma língua que ainda não tinha fluência.
Em seguida, no final de 2022, foi convidada para interpretar a personagem Kate na novela das sete Vai na Fé, escrita por Rosane Svartman, que a alavancou sua carreira. Na trama, sua personagem era uma carismática jovem do subúrbio carioca que buscava ascender na vida mas acaba se atrapalhando por sua ambição. Filha de Bruna (Carla Cristina Cardoso), ela era a melhor amiga e o oposto de Jenifer (Bella Campos). Moneke foi a última a atriz escalada para novela, sendo convidada para o elenco semanas antes de iniciar as gravações. A ciência do papel veio Vai na Fé veio através de uma mensagem no Instagram, da produtora de elenco Patrícia Rache. A repercussão foi imediata a ponto de que ela se tornou em poucos dias uma das personagens mais queridas pelo público da novela e foi convidada a reprisar o papel em uma participação na série Encantado's (2024), reprisando sua personagem. Além disso, Clara foi indicada ao Prêmio APCA de Televisão e ganhou mais de 500 mil seguidores em suas redes sociais.
Em setembro de 2023, ainda, estreia no cinema participando da cinebiografia Nosso Sonho, que conta a vida da dupla Claudinho & Buchecha. No filme, a atriz interpreta Vanessa, a viúva de Claudinho (papel do ator Lucas Penteado), que morreu em 2002.Em novembro de 2023, ainda, voltou ao cinema com o filme Eu Sou Maria, dirigido por Clara Linhart e com roteiro de Sônia Rodrigues. Gravado em 2022, na comunidade Tavares Bastos, no Rio de Janeiro, o filme acompanha uma adolescente que mora numa favela com sua família e, após escrever uma redação premiada, ganha uma bolsa num colégio nobre da cidade.
Com a repercussão em Vai na Fé, foi convidada para protagonizar o filme de comédia natalino Ritmo de Natal, de Allan Fitterman, a primeira produção original criada pelo Núcleo de Filmes dos Estúdios Globo em parceria com o Globoplay e a TV Globo. O filme segue Mileny (Clara Moneke), uma cantora de funk que se apaixona por Dante (Isacque Lopes), um violinista clássico. Eles enfrentam um desafio ao passar o primeiro Natal juntos, reunindo suas famílias de origens completamente distintas. Em 2024, retorna às novelas em No Rancho Fundo, de Mário Teixeira, no papel de Caridade, filha caçula do Primo Cícero (Haroldo Guimarães), uma moça moderna, trabalhadora, irreverente e de temperamento explosivo. É o pesadelo do pai, pois insiste em se casar com um homem pobre, apenas para desafiá-lo. Além disso, é uma cozinheira de mão cheia.
Em 2025, dois anos após Vai na Fé, Clara retornou ao horário das 19h e repetiu sua parceria com Rosane Svartman e com Allan Fitterman, diretor de No Rancho Fundo e Ritmo de Natal, em Dona de Mim, para viver sua primeira protagonista em telenovelas: Leona, conhecida como Leo, uma babá batalhadora que presta serviços para uma influente família carioca no bairro de São Cristóvão.

## Vida pessoal

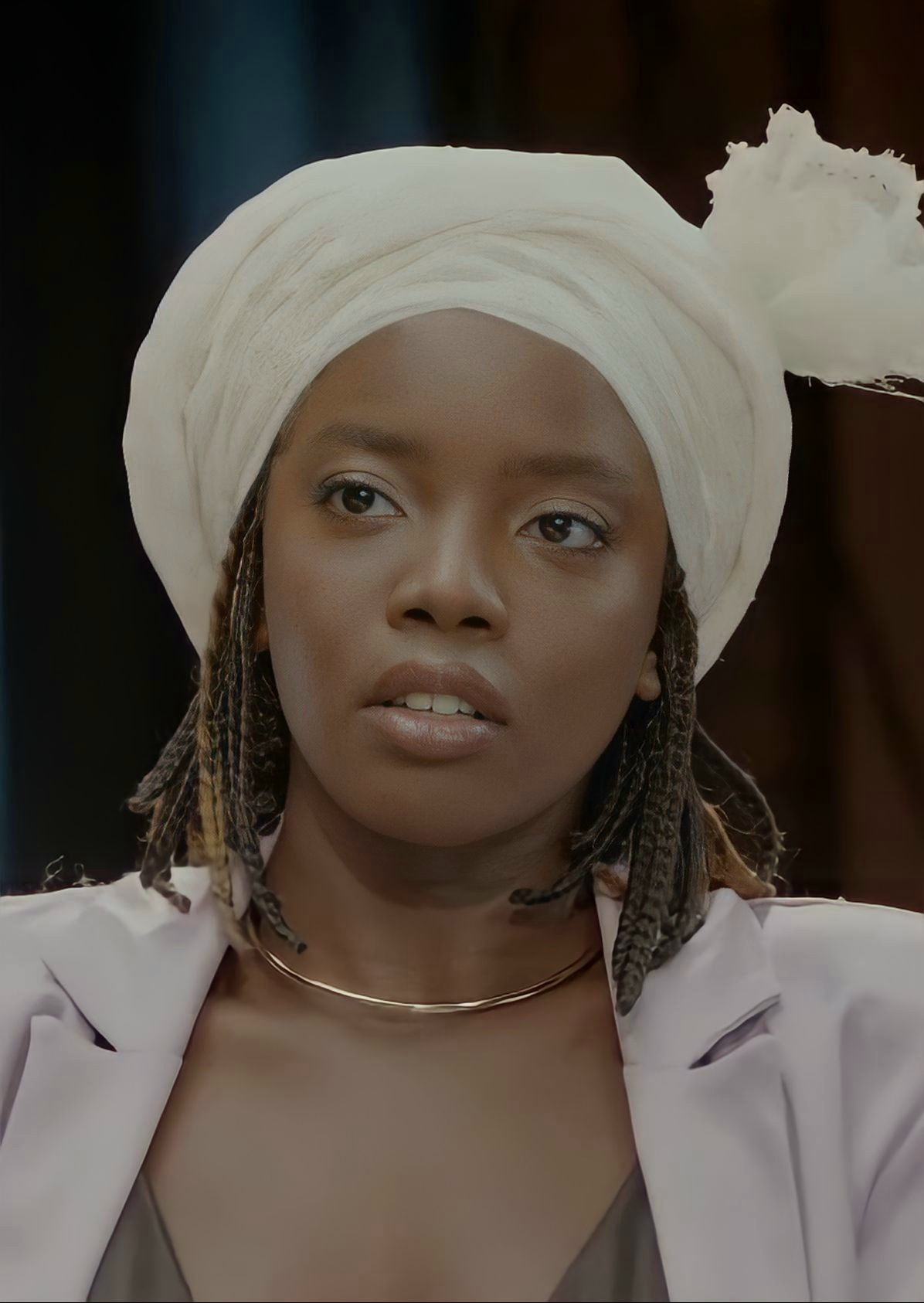
Moneke em 2023

Em entrevista ao Conversa com Bial, na TV Globo, em 2023, a atriz compartilhou que a perda de sua mãe, vítima de um AVC aos 61 anos, a fez se aproximar do candomblé. Ela explicou que, embora a religião sempre tenha feito parte de sua família como uma expressão cultural, foi com a morte da mãe que sentiu uma falta de conexão espiritual e ancestral. A atriz ressaltou que sua mãe sempre foi uma militante do movimento negro e valorizava a cultura africana, mas sem se envolver profundamente na prática religiosa. Ela afirmou que, se fosse seguir uma religião, escolheria as de matrizes africanas, como a umbanda e o candomblé, pois acredita que essas tradições são um presente para os descendentes africanos, uma herança deixada pelos ancestrais. Além disso, ela expressou sua admiração pela fé e espiritualidade em geral, destacando o poder da crença e a beleza de ver as pessoas conectadas à sua fé, seja em uma igreja ou em qualquer outra prática espiritual.

### Relacionamentos
Em 2022, conheceu o publicitário Tácio Fidelis, com quem desenvolveu um namoro. Ela o conheceu durante um trabalho, onde iria contratá-lo para um serviço. O relacionamento durou quase três anos, terminando em 2024. No mesmo ano, iniciou um namoro com o colega de profissão Breno Ferreira, irmão do também ator Dan Ferreira. Em entrevista ao programa Match O Papo, Moneke declarou ser monogâmica, afirmando que descarta a possibilidade de relacionamentos abertos.

## Filmografia

### Televisão
| Ano  | Título                | Personagem                                    | Notas                               |
| ---- | --------------------- | --------------------------------------------- | ----------------------------------- |
| 2022 | Arcanjo Renegado      | Aissa Mwale                                   | Episódios: "1" e "2"                |
| 2023 | Amar é Para os Fortes | Peixe                                         |                                     |
| 2023 | Vai na Fé             | Kate Cristina Ramos (Katelícia) / Kátia       |                                     |
| 2024 | Encantado's           | Kate Cristina Ramos (Katelícia) / Kátia       | Episódio: "O Inimigo Agora é Outro" |
| 2024 | No Rancho Fundo       | Maria da Caridade Freitas Rosalino (Caridade) |                                     |
| 2025 | Dona de Mim           | Leona Larissa da Silva Senna (Leo)            |                                     |

### Cinema
| Ano  | Título         | Personagem |
| ---- | -------------- | ---------- |
| 2023 | Nosso Sonho    | Vanessa    |
| 2023 | Ritmo de Natal | Mileny     |
| 2023 | Eu Sou Maria   | Vanusa     |

## Prêmios e indicações
| Ano  | Associações                 | Categoria                             | Nomeações       | Resultado |
| ---- | --------------------------- | ------------------------------------- | --------------- | --------- |
| 2023 | SEC Awards                  | Crush do Ano                          | Vai na Fé       | Indicada  |
| 2023 | BreakTudo Awards            | Crush Nacional                        | Vai na Fé       | Indicada  |
| 2023 | Prêmio Geração Glamour      | Atriz Revelação                       | Vai na Fé       | Venceu    |
| 2023 | Acervo Awards               | Atriz do Ano                          | Vai na Fé       | Indicado  |
| 2023 | Acervo Awards               | Destaque Nacional                     | Vai na Fé       | Indicado  |
| 2023 | Acervo Awards               | Destaque nas Telas                    | Vai na Fé       | Indicado  |
| 2023 | Acervo Awards               | Fica de Olho                          | Vai na Fé       | Indicado  |
| 2023 | Prêmio ArteBlitz de Novela  | Melhor Atriz Revelação (voto popular) | Vai na Fé       | Venceu    |
| 2023 | Prêmio ArteBlitz de Novela  | Melhor Atriz Revelação (voto do júri) | Vai na Fé       | Venceu    |
| 2023 | Prêmio ArteBlitz de Novela  | Melhor Casal (com Caio Manhente)      | Vai na Fé       | Indicado  |
| 2023 | Splash Awards               | Melhor Revelação em Novela            | Vai na Fé       | Indicada  |
| 2023 | Splash Awards               | Melhor Atuação em Novela              | Vai na Fé       | Indicada  |
| 2023 | Prêmio Potências!           | Atriz do Ano                          | Vai na Fé       | Indicada  |
| 2023 | Melhores do Ano             | Revelação do Ano                      | Vai na Fé       | Indicada  |
| 2023 | Prêmio Área VIP             | Revelação da Mídia                    | Vai na Fé       | Indicada  |
| 2023 | Prêmio Área VIP             | Melhor Personagem                     | Vai na Fé       | Indicada  |
| 2023 | Melhores do Ano - Duh Secco | Atriz Revelação                       | Vai na Fé       | Venceu    |
| 2023 | Prêmio APCA de Televisão    | Revelação                             | Vai na Fé       | Indicada  |
| 2023 | Melhores do Ano TV Press    | Melhor Atriz Coadjuvante              | Vai na Fé       | Venceu    |
| 2023 | TikTok Awards               | Estrela TikTok                        | TikTok da Clara | Indicado  |
| 2024 | Prêmio Potências            | Melhor Atriz Coadjuvante do Ano       | No Rancho Fundo | Indicado  |